# گریمه
گریمه (به آلمانی: Grimme) یک منطقهٔ مسکونی در آلمان است که در تسبرست واقع شده‌است. گریمه  ۱۷۶ نفر جمعیت دارد.